# S-25ロケット弾
S-25は、ロシアの空対地ロケット弾であり、O-25ポッドから発射される。
発射母機はSu-25。

## バリエーション[1]
S-25
S-25-O
近接信管
S-25-OFM
対硬化目標用
S-25L
レーザー誘導